# 428351 Martinchalifour
428351 Martinchalifour è un asteroide della fascia principale. Scoperto nel 2007, presenta un'orbita caratterizzata da un semiasse maggiore pari a 2,6417248 au e da un'eccentricità di 0,3043451, inclinata di 16,91215° rispetto all'eclittica.